# Benchicao
Benchicao est une commune de la wilaya de Médéa en Algérie.

## Géographie
La commune est située dans le tell central algérien dans l'Atlas tellien dans l'Atlas blidéen. Elle est à environ 88 km au sud-ouest d'Alger et à 12 km au sud de Médéa et à environ 40 km au sud-ouest de Blida et à 8 km au nord de Berrouaghia et à 100 km à l'est d'Aïn Defla et à 75 km au sud-est de Tipaza.
| Tizi Mahdi  | Ouzera      | Ouzera      |
| Tizi Mahdi  | Benchicao   | Berrouaghia |
| Si Mahdjoub | Berrouaghia | Berrouaghia |

## Personnalités liées à la commune
- L'écrivain et artiste-peintre René-Jean Clot (1913-1997) est né à Ben-Chicao, alors partie de la commune de Berrouaghia[2],